# 1 Contra Todos
1 Contra Todos foi uma série de televisão brasileira, produzida pela FIC e Conspiração Filmes e distribuída pela Fox Brasil entre 20 de junho de 2016 a 27 de março de 2020. É escrita por Gustavo Lipsztein, Thomas Stavros, José Guertzenstein e Breno Silveira, direção geral de Breno Silveira e Daniel Lieff. Foi indicada ao Emmy Internacional de melhor série dramática pela segunda e terceira temporada, e de melhor ator por dois anos consecutivos para Júlio Andrade.

## Enredo
Cadu (Júlio Andrade), que está prestes a ser pai pela segunda vez, perde seu emprego. Sua situação se complica ainda mais quando, por engano, ele é injustamente condenado pelo crime de tráfico de drogas, em Taubaté, no interior de São Paulo. Tentando sobreviver à prisão, ele se vê obrigado a mentir e a adotar um comportamento criminoso. Para tanto, conta com a ajuda do Professor (Adélio Lima), um homem que está preso há mais de 25 anos por tráfico e homicídio. Considerado um conselheiro dentro da penitenciária, ele sabe de tudo que acontece lá dentro. Acreditando que Cadu é inocente, Professor se torna uma figura paterna para ele. O ex-advogado também conta com o apoio de China (Thogun Teixeira) e Mãe (Sílvio Guindane). O primeiro, condenado por homicídio, acredita em suas mentiras, o que o leva a se tornar seu amigo e segurança, arriscando sua própria vida para proteger o ‘Doutor do Tráfico’. O segundo, condenado por tentativa de homicídio, segue as ordens de China, chefe da cela onde está preso.
Por outro lado, a chegada de Cadu faz com que Playboy (Sacha Bali), condenado por roubo a banco e formação de quadrilha, perca sua posição na hierarquia da cadeia, o que faz com que este jovem ambicioso se torne um inimigo de Cadu. A penitenciária está sob o comando do diretor Demóstenes (Adriano Garib), um homem ambicioso e corrupto que transforma a vida de Cadu em um inferno. Enquanto isso, sua esposa Malu (Julia Ianina), disposta a tudo para salvar o marido, entra na farsa da nova identidade de Cadu e se torna a ‘primeira-dama’ do tráfico de drogas. O caso de Cadu ainda é investigado por Jonas (Caio Junqueira), um policial federal que está há anos trabalhando para levantar provas contra o Cartel de Santa Cruz de La Sierra. Razão pela qual acredita na inocência de Cadu.

## Elenco
| Júlio Andrade      | Carlos Eduardo Fortuna (Cadu)       |  |  |       |  |
| Júlia Ianina       | Maria Luísa Pardinho Fortuna (Malu) |  |  |       |  |
| João Fernandes     | Téo Pardinho Fortuna                |  |  |       |  |
| Roberto Birindelli | José Pedro Pena (Pepe)              |  |  |       |  |
| Sílvio Guindane    | Abelardo Ferreira da Silva (Mãe)    |  |  |       |  |
| Thogun Teixeira    | João Paripuera dos Santos (China)   |  |  |       |  |
| Xando Graça        | João Pardinho (JP)                  |  |  |       |  |
| Adriano Garib      | Demóstenes Alencar                  |  |  |       |  |
| Stepan Nercessian  | Simões Lobo                         |  |  |       |  |
| Caio Junqueira     | Detetive Jonas Cerqueira            |  |  |       |  |
| Sacha Bali         | Luís Paulo Guedes Filho (Playboy)   |  |  |       |  |
| Roney Villela      | Edimar Pereira (Santa Rosa)         |  |  |       |  |
| Adélio Lima        | Nilo Ferreira da Cruz (Professor)   |  |  |       |  |
| Gustavo Novaes     | Marcelo da Figueira (Faz Nada)      |  |  |       |  |
| Rita Guedes        | Telma Dirceu                        |  |  |       |  |
| Marcelo Torreão    | Luis Dirceu                         |  |  |       |  |
| Brenda Sabryna     | Liliana Dirceu                      |  |  |       |  |
| Bernardo Alves     | Carlos Fortuna (Carlinhos)          |  |  |       |  |
| Erom Cordeiro      | Gael                                |  |  |       |  |
| Willean Reis       | Zévio                               |  |  |       |  |
| Robson Santos      | João do Taxi                        |  |  |       |  |
| Lívia de Bueno     | Carolina                            |  |  | part. |  |
| Luiz Magnelli      | Odisseus                            |  |  | part. |  |
| Evelyn Castro      | Tuta                                |  |  |       |  |
| Antonio Ravan      | Odraude                             |  |  |       |  |
| Osvaldo Mil        | Manco                               |  |  |       |  |
| Héctor Medina      | Arturo                              |  |  |       |  |
| Julia Konrad       | Pepita Pena                         |  |  |       |  |
| Roberto Bomtempo   | Detetive Plínio Salomão             |  |  |       |  |
| Renato Livera      | Bruno Pontes                        |  |  |       |  |

### Participações especiais
| Ator              | Personagem    |
| ----------------- | ------------- |
| Élcio Romar       | Dr. Samir     |
| Anna Cotrim       | Sônia         |
| Rômulo Neto       | Maicon        |
| Fábio de Luca     | Frentista     |
| Felipe de Paula   | Valadares     |
| Júlio Machado     | Magrão        |
| William Vorhees   | Alemão        |
| Antônio Sabóia    | Cabo Euclides |
| Gabriel Manita    | Marlon        |
| Glauber Gonzales  | Tião          |
| Leandro Santana   | Maciel        |
| Edi Raffa         | Estrela       |
| Mito Pontual      | Germano       |
| Raphael Logam     | Orelha        |
| João Victor Sales | Pedro         |
| Thiago Gaudêncio  | Gabriel       |

## Episódios

### 1ª Temporada (2016)
| N.º geral | N.º na temp. | Título                  | Dirigido por   | Escrito por                                                            | Exibição original   |
| --------- | ------------ | ----------------------- | -------------- | ---------------------------------------------------------------------- | ------------------- |
| 1         | 1            | "A Justiça é Cega"      | Breno Silveira | Thomas Stavros, Gustavo Lipsztein, José Guertzenstein e Breno Silveira | 20 de junho de 2016 |
| 2         | 2            | "Lei Vem do Rei"        | Breno Silveira | Thomas Stavros, Gustavo Lipsztein, José Guertzenstein e Breno Silveira | 27 de junho de 2016 |
| 3         | 3            | "Caminho do Crime"      | Breno Silveira | Thomas Stavros, Gustavo Lipsztein, José Guertzenstein e Breno Silveira | 4 de julho de 2016  |
| 4         | 4            | "Reino Encantado"       | Breno Silveira | Thomas Stavros, Gustavo Lipsztein, José Guertzenstein e Breno Silveira | 11 de julho de 2016 |
| 5         | 5            | "Dr X Dr"               | Breno Silveira | Thomas Stavros, Gustavo Lipsztein, José Guertzenstein e Breno Silveira | 18 de julho de 2016 |
| 6         | 6            | "A Verdade Não Se Cria" | Breno Silveira | Thomas Stavros, Gustavo Lipsztein, José Guertzenstein e Breno Silveira | 25 de julho de 2016 |
| 7         | 7            | "A Final"               | Breno Silveira | Thomas Stavros, Gustavo Lipsztein, José Guertzenstein e Breno Silveira | 1 de agosto de 2016 |
| 8         | 8            | "Agora é Contra Todos"  | Breno Silveira | Thomas Stavros, Gustavo Lipsztein, José Guertzenstein e Breno Silveira | 8 de agosto de 2016 |

### 2ª Temporada (2017)
1. A Prisão É Para Sempre
2. O Caça-Deputados
3. Ícaro
4. Pais e Filhos
5. Mensageiro da Verdade
6. Veneno da Lata
7. Brincadeira de Gente Grande
8. Fim do jogo

### 3ª Temporada (2018)
1. A Mentira É A Verdade
2. Foragido
3. Um Homem Morto
4. El Cobarde
5. Ayahuasca
6. Ka - Bum!
7. César Está Vivo
8. Paco Tem Que Morrer

### 4ª Temporada (2020)
1. Pax Romana
2. Todos os caminhos levam a Miami
3. Dinheiro é a lei
4. Linhas Cruzadas
5. Presente de Grego
6. Criador e Criatura
7. Pagando o Preço
8. Liberdade

## Prêmio e indicações
| Ano  | Prêmio                                    | Categoria              | Indicado                                                           | Resultado | Ref   |
| ---- | ----------------------------------------- | ---------------------- | ------------------------------------------------------------------ | --------- | ----- |
| 2017 | Golden Nymph Award                        | Melhor Programa Longo  | Breno Silveira Thomas Stavros Gustavo Lipsztein José Guertzenstein | Indicado  |       |
| 2017 | International Emmy Award                  | Melhor Ator            | Júlio Andrade                                                      | Indicado  |       |
| 2017 | Troféu APCA                               | Melhor Ator            | Júlio Andrade (também por Sob Pressão)                             | Venceu    |       |
| 2017 | Troféu APCA                               | Melhor Série           | Breno Silveira Thomas Stavros Gustavo Lipsztein José Guertzenstein | Indicado  |       |
| 2017 | Prêmio Folha de S.Paulo                   | Melhor Série           | Breno Silveira Thomas Stavros Gustavo Lipsztein José Guertzenstein | Indicado  |       |
| 2017 | Prêmio Folha de S.Paulo                   | Melhor Ator            | Júlio Andrade                                                      | Indicado  |       |
| 2018 | Prêmio Platino                            | Melhor Série           | Breno Silveira Thomas Stavros Gustavo Lipsztein José Guertzenstein | Indicado  |       |
| 2018 | Prêmio Platino                            | Melhor Ator            | Júlio Andrade                                                      | Indicado  |       |
| 2018 | Prêmio Platino                            | Melhor Atriz           | Júlia Ianina                                                       | Indicado  |       |
| 2018 | Prêmio Extra de Televisão                 | Melhor Série           | Breno Silveira Thomas Stavros Gustavo Lipsztein José Guertzenstein | Indicado  |       |
| 2018 | International Emmy Award                  | Melhor Ator            | Júlio Andrade                                                      | Indicado  |       |
| 2018 | International Emmy Award                  | Melhor Serie Dramática | Breno Silveira Thomas Stavros Gustavo Lipsztein José Guertzenstein | Indicado  |       |
| 2018 | 12 Prêmios Fiesp / Sesi-SP de Cinema e TV | Melhor Série           | Breno Silveira Thomas Stavros Gustavo Lipsztein José Guertzenstein | Indicado  |       |
| 2018 | Troféu APCA                               | Melhor Ator            | Júlio Andrade (também por Sob Pressão)                             | Indicado  | [ 3 ] |
| 2019 | International Emmy Award                  | Melhor Serie Dramática | Breno Silveira Thomas Stavros Gustavo Lipsztein José Guertzenstein | Indicado  | [ 4 ] |